# Dercé
Dercé ist eine französische Gemeinde mit 163 Einwohnern (Stand 1. Januar 2022) im Département Vienne in der Region Nouvelle-Aquitaine (vor 2016 Poitou-Charentes); sie gehört zum Arrondissement Châtellerault und zum Kanton Loudun (bis 2015 Monts-sur-Guesnes). Die Einwohner werden Dercéens genannt.

## Geographie
Dercé liegt etwa 42 Kilometer nordnordwestlich von Poitiers. Umgeben wird Dercé von den Nachbargemeinden Maulay im Norden und Westen, Nueil-sous-Faye im Nordosten, Prinçay im Osten und Südosten, Monts-sur-Guesnes im Süden sowie Guesnes im Südwesten.

## Bevölkerungsentwicklung
| Jahr                      | 1962 | 1968 | 1975 | 1982 | 1990 | 1999 | 2006 | 2013 |
| Einwohner                 | 345  | 345  | 294  | 235  | 188  | 170  | 166  | 165  |
| Quelle: Cassini und INSEE |      |      |      |      |      |      |      |      |

## Sehenswürdigkeiten
- Kirche Saint-Jean-Baptiste aus dem 12. Jahrhundert, Monument historique
- Monumentalkreuz auf dem Friedhof, Monument historique
- Windmühle

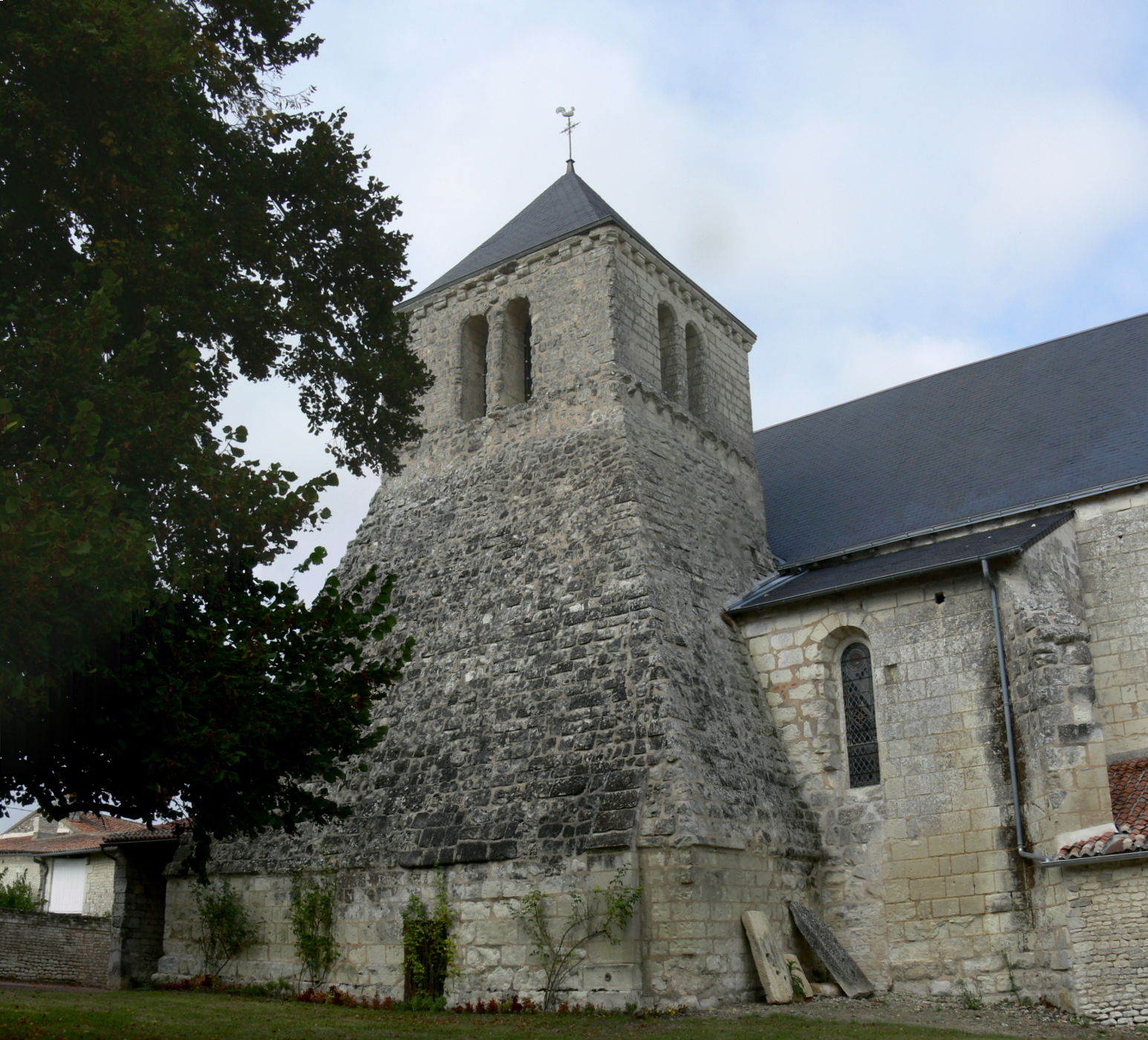
Kirche Saint-Jean-Baptiste
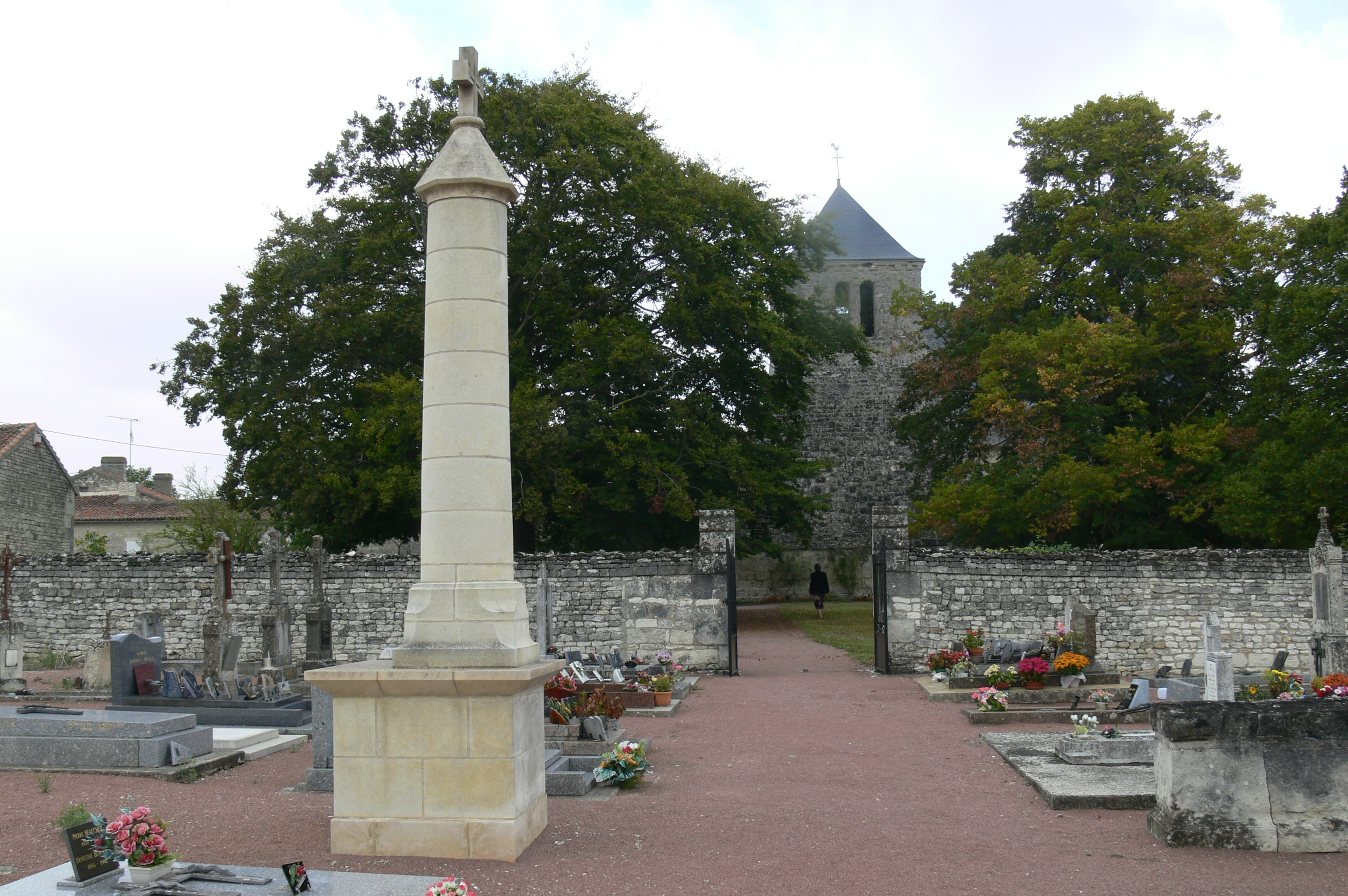
Monumentalkreuz